# Lijst van verkiezingen in België
Dit is een overzicht van alle reguliere verkiezingen die in het Koninkrijk België zijn gehouden sinds de onafhankelijkheid. Hierbij zijn lokale referenda en buitengewone verkiezingen die vóór 1919 plaatsvonden, niet mee opgenomen.

## Grondwetgevende verkiezingen (1830)
Verkiezingen voor het tijdelijke Nationale Congres:
- 3 november 1830

## Unitaire staat (1831-1994)

### Verkiezingen in 1831-1919
Volksvertegenwoordigers werden gekozen voor een termijn van vier jaar; elke twee jaar werd de helft van de Kamer herkozen. Senatoren werden gekozen voor een termijn van 8 jaar; elke vier jaar werd de helft van de Senaat herkozen. De eerste reeks (hier aangeduid als "E") bestond uit de provincies Oost-Vlaanderen, Henegouwen, Luik en Limburg ; de tweede reeks ("A" hieronder) bestond uit Antwerpen, Brabant, Luxemburg, Namen en West-Vlaanderen .
Een gelijkaardig systeem gold voor de verkiezingen voor gemeenteraden en provincieraden.
| Jaar | Gemeentelijke verkiezingen        | Provinciale verkiezingen        | Wetgevende verkiezingen                                                       |
| --- | --------------------------------- | ------------------------------- | ----------------------------------------------------------------------------- |
| 1831 |                                   |                                 | 29 augustus 1831                                                              |
| 1833 |                                   |                                 | 23 mei 1833 (volledig: Kamer volledig vernieuwd na ontbinding)                |
| 1835 |                                   |                                 | 9 juni 1835 (gedeeltelijk: Kamer E en Senaat E)                               |
| Gemeentewet en Provinciewet van 1836 |                                   |                                 |                                                                               |
| 1836 | do 14 juli 1836 (volledig)        | do 29 september 1836 (volledig) |                                                                               |
| 1837 |                                   |                                 | 13 juni 1837 (gedeeltelijk: Kamer A)                                          |
| 1838 |                                   | 28 mei 1838 (gedeeltelijk)      |                                                                               |
| 1839 | di 29 oktober 1839                |                                 | 11 juni 1839 (gedeeltelijk: Kamer E en Senaat A)                              |
| 1840 |                                   | 25 mei 1840 (gedeeltelijk)      |                                                                               |
| 1841 |                                   |                                 | 8 juni 1841 (gedeeltelijk: Kamer A)                                           |
| 1842 | di 25 oktober 1842                | 23 mei 1842 (gedeeltelijk)      |                                                                               |
| 1843 |                                   |                                 | 13 juni 1843 (gedeeltelijk: Kamer E en Senaat E)                              |
| 1844 |                                   | 27 mei 1844 (gedeeltelijk)      |                                                                               |
| 1845 | di 28 oktober 1845                |                                 | 10 juni 1845 (gedeeltelijk: Kamer A)                                          |
| 1846 |                                   | 25 mei 1846 (gedeeltelijk)      |                                                                               |
| 1847 |                                   |                                 | 8 juni 1847 (gedeeltelijk: Kamer E en Senaat A)                               |
| Cijns verlaagd naar het grondwettelijke minimum bij wet van 12 maart 1848 voor wetgevende verkiezingen (in plaats van hogere cijns in steden). |                                   |                                 |                                                                               |
| 1848 | di 22 augustus 1848               | 12 juli 1848 (volledig)         | 13 juni 1848 (volledig: beide Kamers)                                         |
| 1850 |                                   | 27 mei 1850 (gedeeltelijk)      | 11 juni 1850 (gedeeltelijk: Kamer A)                                          |
| 1851 | di 28 oktober 1851                |                                 | 27 september 1851 (volledig: Senaat)                                          |
| 1852 |                                   | 24 mei 1852 (gedeeltelijk)      | 8 juni 1852 (gedeeltelijk: Kamer E)                                           |
| 1854 | di 31 oktober 1854                | 22 mei 1854 (gedeeltelijk)      | 13 juni 1854 (gedeeltelijk: Kamer A)                                          |
| 1855 |                                   |                                 | 12 juni 1855 (gedeeltelijk: Senaat E)                                         |
| 1856 |                                   | 26 mei 1856 (gedeeltelijk)      | 10 juni 1856 (gedeeltelijk: Kamer E)                                          |
| 1857 | di 27 oktober 1857                |                                 | 10 december 1857 (volledig: Kamer)                                            |
| 1858 |                                   | 24 mei 1858 (gedeeltelijk)      |                                                                               |
| 1859 |                                   |                                 | 14 juni 1859 (gedeeltelijk: Kamer A en Senaat A)                              |
| 1860 | di 30 oktober 1860                | 28 mei 1860 (gedeeltelijk)      |                                                                               |
| 1861 |                                   |                                 | 11 juni 1861 (gedeeltelijk: Kamer E)                                          |
| 1862 |                                   | 26 mei 1862 (gedeeltelijk)      |                                                                               |
| 1863 | di 27 oktober 1863                |                                 | 9 juni 1863 (gedeeltelijk: Kamer A en Senaat E)                               |
| 1864 |                                   | 23 mei 1864 (gedeeltelijk)      | 11 augustus 1864 (volledig: Kamer)                                            |
| 1866 | di 30 oktober 1866                | 28 mei 1866 (gedeeltelijk)      | 12 juni 1866 (gedeeltelijk: Kamer E)                                          |
| 1867 |                                   |                                 | 11 juni 1867 (gedeeltelijk: Senaat A)                                         |
| 1868 |                                   | 25 mei 1868 (gedeeltelijk)      | 9 juni 1868 (gedeeltelijk: Kamer A)                                           |
| 1869 | di 26 oktober 1869                |                                 |                                                                               |
| 1870 |                                   | 23 mei 1870 (gedeeltelijk)      | 14 juni 1870 (gedeeltelijk: Kamer E) 2 augustus 1870 (volledig: beide Kamers) |
| De wet van 12 juni 1871 bracht de cijns op tien frank voor de gemeenteraadsverkiezingen, en op twintig voor de provincies. |                                   |                                 |                                                                               |
| 1872 | 1 juli 1872                       | 27 mei 1872 (volledig)          | 11 juni 1872 (gedeeltelijk: Kamer A)                                          |
| 1874 |                                   | 25 mei 1874 (gedeeltelijk)      | 9 juni 1874 (gedeeltelijk: Kamer E en Senaat E)                               |
| 1875 | di 26 oktober 1875 (gedeeltelijk) |                                 |                                                                               |
| 1876 |                                   | 22 mei 1876 (gedeeltelijk)      | 13 juni 1876 (gedeeltelijk: Kamer A)                                          |
| Wet van 9 juli 1877: Betere regelgeving rond de kiesverrichtingen, waaronder invoering van stemhokjes en de geheime stemming. De tweede stemronde (ballotage) vond vanaf nu niet op dezelfde maar op een latere dag plaats.                                                   |                                   |                                 |                                                                               |
| 1878 | di 29 oktober 1878 (gedeeltelijk) | 27 mei 1878 (gedeeltelijk)      | 11 juni 1878 (gedeeltelijk: Kamer E en Senaat A)                              |
| 1880 |                                   | 24 mei 1880 (gedeeltelijk)      | 8 juni 1880 (gedeeltelijk: Kamer A)                                           |
| 1881 | di 25 oktober 1881 (gedeeltelijk) |                                 |                                                                               |
| 1882 |                                   | 22 mei 1882 (gedeeltelijk)      | 13 juni 1882 (gedeeltelijk: Kamer E en Senaat E)                              |
| 1884 | zo 19 oktober 1884 (gedeeltelijk) | 25 mei 1884 (gedeeltelijk)      | 10 juni 1884 (gedeeltelijk: Kamer A) en 8 juli 1884 (volledig: Senaat)        |
| 1886 |                                   | 23 mei 1886 (gedeeltelijk)      | 8 juni 1886 (gedeeltelijk: Kamer E)                                           |
| 1887 | zo 16 oktober 1887 (gedeeltelijk) |                                 |                                                                               |
| 1888 |                                   | 27 mei 1888 (gedeeltelijk)      | 12 juni 1888 (gedeeltelijk: Kamer A en Senaat A)                              |
| 1890 | zo 19 oktober 1890                | 25 mei 1890 (gedeeltelijk)      | 10 juni 1890 (gedeeltelijk: Kamer E)                                          |
| 1892 |                                   | 22 mei 1892 (gedeeltelijk)      | 14 juni 1892 (volledig: beide Kamers)                                         |
| Hervormingen van 1893 en Kieswetboek van 12 april 1894: - Algemeen meervoudig stemrecht voor mannen 25 jaar en ouder - Invoering van opkomstplicht - Verkiezingen worden nu steeds op zondag in plaats van dinsdag gehouden - Invoering van provinciale senatoren             |                                   |                                 |                                                                               |
| 1894 |                                   | 28 oktober 1894 (volledig)      | 14 oktober 1894 (volledig: beide Kamers)                                      |
| Wet van 12 september 1895 op de gemeenteverkiezingen |                                   |                                 |                                                                               |
| 1895 | 17 november 1895 (volledig)       |                                 |                                                                               |
| 1896 |                                   | 26 juli 1896 (gedeeltelijk)     | 5 juli 1896 (gedeeltelijk: Kamer A)                                           |
| Provinciekieswet van 22 april 1898: - Termijn van provincieraden verdubbelt van vier naar acht jaar, met gedeeltelijke verkiezingen elke vier jaar in plaats van elke twee jaar - Buitengewone verkiezingen voor provincieraadsleden vervangen door een systeem van opvolgers |                                   |                                 |                                                                               |
| 1898 |                                   | 5 juni 1898 (gedeeltelijk)      | 22 mei 1898 (gedeeltelijk: Kamer E en Senaat E)                               |
| 1899 | 15 oktober 1899 (gedeeltelijk)    |                                 |                                                                               |
| Wetgevende verkiezingen hanteren nu evenredige vertegenwoordiging met opvolgers in plaats van een meerderheidsstelsel met tweede rondes en buitengewone verkiezingen |                                   |                                 |                                                                               |
| 1900 |                                   | 3 juni 1900 (gedeeltelijk)      | 27 mei 1900 (volledig: beide Kamers)                                          |
| 1902 |                                   |                                 | 25 mei 1902 (gedeeltelijk: Kamer A)                                           |
| 1903 | 18 oktober 1903 (gedeeltelijk)    |                                 |                                                                               |
| 1904 |                                   | 5 juni 1904 (gedeeltelijk)      | 29 mei 1904 (gedeeltelijk: Kamer E en Senaat A)                               |
| 1906 |                                   |                                 | 27 mei 1906 (gedeeltelijk: Kamer A)                                           |
| 1907 | 20 oktober 1907 (gedeeltelijk)    |                                 |                                                                               |
| 1908 |                                   | 14 juni 1908 (gedeeltelijk)     | 24 mei 1908 (gedeeltelijk: Kamer E en Senaat E)                               |
| 1910 |                                   |                                 | 22 mei 1910 (gedeeltelijk: Kamer A)                                           |
| 1911 | 15 oktober 1911 (gedeeltelijk)    |                                 |                                                                               |
| 1912 |                                   | 9 juni 1912 (gedeeltelijk)      | 2 juni 1912 (volledig: beide Kamers)                                          |
| 1914 |                                   |                                 | 24 mei 1914 (gedeeltelijk: Kamer E)                                           |

### Verkiezingen in 1919-1994
| Jaar | Gemeentelijke verkiezingen | Provinciale verkiezingen     | Wetgevende verkiezingen      | Andere                                                    |
| --- | -------------------------- | ---------------------------- | ---------------------------- | --------------------------------------------------------- |
| Na de Eerste Wereldoorlog worden grote hervormingen doorgevoerd: - Enkelvoudig in plaats van meervoudig stemrecht - Stemrecht verlaagd van 25 naar 21 jaar - Een volledige legislatuur van vier jaar in plaats van gedeeltelijke vernieuwing van de Kamer elke twee jaar - Invoering van gecoöpteerde senatoren |                            |                              |                              |                                                           |
| 1919 |                            |                              | 16 november 1919             |                                                           |
| 1920 |                            |                              |                              | 16 mei 1920 (buitengewone verkiezing voor de Senaat)      |
| Provinciekieswet van 19 oktober 1921: - Een volledige bestuursperiode van vier jaar voor de provincieraden in plaats van gedeeltelijke vernieuwingen - Evenredige vertegenwoordiging in plaats van het meerderheidsstelsel                                                                                      |                            |                              |                              |                                                           |
| 1921 | 24 april 1921              | 27 november 1921             | 20 november 1921             |                                                           |
| 1925 |                            | 8 november 1925              | 5 april 1925                 |                                                           |
| 1926 | 10 oktober 1926            |                              |                              |                                                           |
| 1929 |                            | 9 juni 1929                  | 26 mei 1929                  |                                                           |
| 1932 | 9 oktober 1932             | 4 december 1932              | 27 november 1932             |                                                           |
| 1935 |                            |                              |                              | 14 april 1935 (gedeeltelijke Kamerverkiezing in Brussel)  |
| 1936 |                            | 7 juni 1936                  | 24 mei 1936                  |                                                           |
| 1937 |                            |                              |                              | 11 april 1937 (gedeeltelijke Kamerverkiezing in Brussel)  |
| 1938 | 16 oktober 1938            |                              |                              |                                                           |
| 1939 |                            |                              | 2 april 1939 (vervroegd)     |                                                           |
| Tweede Wereldoorlog |                            |                              |                              |                                                           |
| 1946 | 24 november 1946           | 24 februari 1946             | 17 februari 1946             |                                                           |
| Hervormingen: - Vrouwenstemrecht (bij wet van 27 maart 1948) - Provincieraadsverkiezingen worden nu gelijktijdig gehouden met de wetgevende verkiezingen (bij wet van 15 mei 1949) |                            |                              |                              |                                                           |
| 1949 |                            | 26 juni 1949                 | 26 juni 1949                 |                                                           |
| 1950 |                            | 4 juni 1950 (vervroegd)      | 4 juni 1950 (vervroegd)      | 12 maart 1950 (referendum)                                |
| 1952 | 12 oktober 1952            |                              |                              |                                                           |
| 1954 |                            | 11 april 1954                | 11 april 1954                |                                                           |
| 1958 | 12 oktober 1958            | 1 juni 1958                  | 1 juni 1958                  |                                                           |
| 1961 |                            | 26 maart 1961 (vervroegd)    | 26 maart 1961 (vervroegd)    |                                                           |
| 1964 | 11 oktober 1964            |                              |                              |                                                           |
| 1965 |                            | 23 mei 1965                  | 23 mei 1965                  |                                                           |
| 1968 |                            | 31 maart 1968 (vervroegd)    | 31 maart 1968 (vervroegd)    |                                                           |
| 1970 | 11 oktober 1970            |                              |                              |                                                           |
| 1971 |                            | 7 november 1971              | 7 november 1971              | 21 november 1971 (Brusselse Agglomeratieraad)             |
| 1974 |                            | 10 maart 1974 (vervroegd)    | 10 maart 1974 (vervroegd)    | Raad van de Duitstalige Cultuurgemeenschap                |
| Grootschalige gemeentefusies: van 2.663 naar 589 gemeenten |                            |                              |                              |                                                           |
| 1976 | 10 oktober 1976            |                              |                              |                                                           |
| 1977 |                            | 17 april 1977 (vervroegd)    | 17 april 1977 (vervroegd)    | Raad van de Duitstalige Cultuurgemeenschap                |
| 1978 |                            | 17 december 1978 (vervroegd) | 17 december 1978 (vervroegd) | Raad van de Duitstalige Cultuurgemeenschap                |
| 1979 |                            |                              |                              | 10 juni 1979 (Europees Parlement)                         |
| 1982 | 10 oktober 1982            |                              |                              |                                                           |
| 1981 |                            | 8 november 1981 (vervroegd)  | 8 november 1981 (vervroegd)  | Raad van de Duitstalige Cultuurgemeenschap                |
| 1984 |                            |                              |                              | 17 juni 1984 (Europees Parlement)                         |
| 1985 |                            | 13 oktober 1985              | 13 oktober 1985              |                                                           |
| 1986 |                            |                              |                              | 26 oktober 1986 (Raad van de Duitstalige Gemeenschap)     |
| 1987 |                            | 13 december 1987 (vervroegd) | 13 december 1987 (vervroegd) |                                                           |
| 1988 | 9 oktober 1988             |                              |                              |                                                           |
| 1989 |                            |                              |                              | 18 juni 1989 (Europees Parlement); 18 juni 1989 (Brussel) |
| 1990 |                            |                              |                              | 28 oktober 1990 (Raad van de Duitstalige Gemeenschap)     |
| 1991 |                            | 24 november 1991             | 24 november 1991             |                                                           |

## Federale staat (1994-heden)
De vierde staatshervorming van 1993-1994 had verstrekkende gevolgen voor de institutionele structuur van het land.
De lokale verkiezingen (met bestuursperiodes van zes jaar) omvatten de provincieraads- en gemeenteraadsverkiezingen, net als de districtsraadsverkiezingen in Antwerpen.
De regionale verkiezingen (met periodes van vijf jaar, gelijktijdig met de Europese verkiezingen) zijn verkiezingen voor de verschillende parlementen van de gemeenschappen en gewesten: het Vlaams Parlement, het Waals Parlement, het Parlement van het Brussels Hoofdstedelijk Gewest, het Parlement van de Duitstalige Gemeenschap en indirect het Parlement van de Franse Gemeenschap en de drie vergaderingen van de gemeenschapscommissies in Brussel.
| Jaar | Lokale verkiezingen | Regionale verkiezingen | Federale verkiezingen    | Europese verkiezingen |
| --- | ------------------- | ---------------------- | ------------------------ | --------------------- |
| 1994 |                     |                        |                          | 12 juni 1994          |
| 1994 | 9 oktober 1994      |                        |                          |                       |
| 1995 |                     | 21 mei 1995            | 21 mei 1995              |                       |
| 1999 |                     | 13 juni 1999           | 13 juni 1999             | 13 juni 1999          |
| De districtsraden van de districten van Antwerpen worden vanaf nu rechtstreeks verkozen (bij de lokale verkiezingen)                                                                          |                     |                        |                          |                       |
| 2000 | 8 oktober 2000      |                        |                          |                       |
| De federale kieskringen wijzigen van arrondissementen naar provincies; kiesdrempel van 5% ingevoerd                                                                                           |                     |                        |                          |                       |
| 2003 |                     |                        | 18 mei 2003              |                       |
| 2004 |                     | 13 juni 2004           |                          | 13 juni 2004          |
| Vijfde staatshervorming: - Lokale verkiezingen worden nu door de gewesten georganiseerd (alle andere blijven een federale bevoegdheid)                                                        |                     |                        |                          |                       |
| 2006 | 8 oktober 2006      |                        |                          |                       |
| 2007 |                     |                        | 10 juni 2007             |                       |
| 2009 |                     | 7 juni 2009            |                          | 7 juni 2009           |
| 2010 |                     |                        | 13 juni 2010 (vervroegd) |                       |
| 2012 | 14 oktober 2012     |                        |                          |                       |
| Zesde staatshervorming: - Rechtstreekse verkiezing van de Senaat is afgeschaft; federale verkiezingen zijn nu enkel voor de Kamer - Federale legislatuurperiode is verlengd van 4 naar 5 jaar |                     |                        |                          |                       |
| 2014 |                     | 25 mei 2014            | 25 mei 2014              | 25 mei 2014           |
| 2018 | 14 oktober 2018     |                        |                          |                       |
| 2019 |                     | 26 mei 2019            | 26 mei 2019              | 26 mei 2019           |
| 2024 | 13 oktober 2024     | 9 juni 2024            | 9 juni 2024              | 9 juni 2024           |
| 2029 |                     | 2029                   | 2029                     | 2029                  |
| 2030 | 13 oktober 2030     |                        |                          |                       |

## Notities
1. 1 2 3  De Kamer van Volksvertegenwoordigers is ontbonden bij koninklijk besluit.
2. 1 2 3 4 5 6 7 8 9 10 11 12 13 14 15 16 17 18  beide Kamers zijn ontbonden bij koninklijk besluit.
3. 1 2  De Senaat is ontbonden bij koninklijk besluit.
4. 1 2 3 4 5 6 7 8 9 10 11 12 13 14 15 16  Beide Kamers zijn automatisch ontbonden bij verklaring tot herziening van de Grondwet.